# Il Consiglio
Il Consiglio fu un'organizzazione criminale creata negli anni '70 dal trafficante statunitense Leroy Barnes per la gestione della tratta degli stupefacenti da Harlem al resto della nazione, su modello della commissione delle famiglie mafiose del crimine organizzato italoamericano.
Lo scopo del Consiglio era grosso modo la ricerca di concordati tra i diversi importatori di droga afroamericani degli Stati Uniti, che tra gli anni '70 e '80 stavano rivelandosi grandi affaristi nel settore degli stupefacenti (ved. Frank Lucas), per organizzare meglio carichi, obblighi, esportazioni e la gestione del denaro fruttato da ciò.
Alle sedute dell'organizzazione parteciparono, sia dalla nascita che allo smantellamento, sette persone: Leroy Barnes, Joseph "Jazz" Hayden, Wallace Rice, Thomas "Gaps" Foreman, Ishmael Muhammed, Frank James, Guy Fisher. Per l'inverosimiglianza dei fatti, Il Consiglio si sciolse, non tanto per l'azione delle forze di polizia nella lotta alle droghe, ma perché Guy Fisher nel periodo d'attività del sindacato ebbe rapporti sessuali nascosti con la fidanzata di Barnes, cosa che portò divergenze che sfociarono con lo scioglimento del Consiglio.